# وكالة البريد والاتصالات السويدية
وكالة البريد والاتصالات السويدية (PTS) هي هيئة حكومية سويدية تتحمل المسؤولية الشاملة في المجال البريدي ومجال الاتصالات وتكنولوجيا المعلومات والراديو. تتبع الهيئة وزارة المالية.
أصبحت منذ 1 أكتوبر 2022 الهيئة المسؤولة عن إجراءات الطوارئ في مجال الاتصالات الإلكترونية والبريد. كانت وكالة البريد والاتصالات السويدية (PTS) في سنة 2014 رئيسة هيئة المنظمين الأوروبيين للاتصالات الإلكترونية هيئة المنظمين الأوروبيين للاتصالات الإلكترونية.

## المهام
تعمل وكالة البريد والاتصالات السويدية (PTS) على دعم التطوير في قطاع الاتصالات الإلكترونية والبريد. يمكن لوكالة البريد والاتصالات السويدية (PTS) أيضًا تقديم مقترحات إلى الحكومة، على سبيل المثال بشأن تغييرات في القوانين المتعلقة بالبريد و الاتصالات.

## هيئات مماثلة في دول أخرى
- الهيئة الوطنية للاتصالات في النرويج
- هيئة تنظيم الاتصالات الفنلندية
- Bundesnetzagentur في ألمانيا
- لجنة الاتصالات الفيدرالية (FCC) في الولايات المتحدة